# 屈武

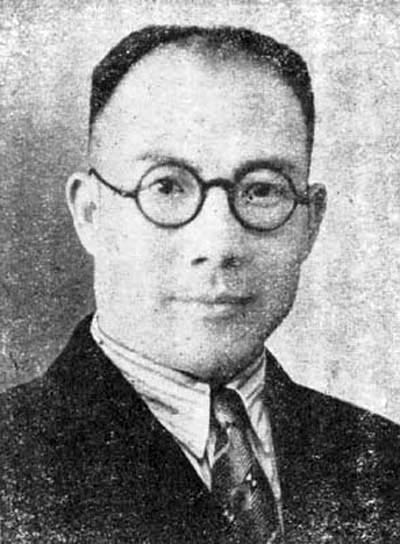
《中国当代名人传》中的屈武照片

屈武（1898年7月16日—1992年6月13日），字经文，男，陕西渭南人，中国共产黨、中华人民共和国政治家，原副国级领导人。中国国民党元老于右任的女婿。

## 生平

### 早年生涯
1898年7月16日生于陕西省渭南县下邽镇。4岁时，父亲病逝，不久母亲忧郁成疾而去世。祖母抚养屈武姐弟3人。在舅父郭辅堂（清朝进士）的资助下，屈武6岁入私塾学习，9岁考入下邽镇景贤高等小学堂。1908年，舅父郭辅堂病逝，祖母无力供屈武上学，屈武乃辍学回家，到镇上一家杂货铺当伙计。
1911年辛亥革命爆发，下邽镇的民众在“刀客”首领的带领下，涌向“二爷衙门”，揪出县丞及官吏示众。年仅13岁的屈武也加入了起义者的行列。
1914年2月，屈武到华山书院求学。华山书院为号称辛亥革命“关中三杰”的郭希仁、刘蔼如、曹印侯创办。屈武跪求郭希仁收留，郭希仁乃同意资助其完成学业。在华山书院，屈武常以“天行健，君子以自强不息”自勉，并取别号“经文”，与名字连起来是“经文纬武”之意。

### 五四运动
1917年7月，屈武考入西安成德中学。在成德中学，屈武受到新文化影响，成为《新青年》的热心读者。时任陕西省教育厅厅长的郭希仁，则提倡“尊孔读经”，下令每年孔子诞辰日（公历8月27日），各校师生一律赴孔庙祭孔。屈武对此极为反感，决心抵制。1918年8月27日，当大队人马赴孔庙祭孔时，屈武与好友邹均组织了一场足球赛，对阵双方为成德中学足球队和西安三中足球队（屈武和邹均分别担任两队队长），球员们高呼“练就铜腿铁脚，踢翻欧美”的口号，在球场上竞争，吸引许多师生观看。郭希仁得知后大怒，痛斥屈武辜负了其教诲。有人劝屈武向郭希仁认错，屈武表示：“郭先生是我的恩师，我一辈子也忘不了。但兴科学，举民主，乃当今时代潮流，而郭先生却一味尊孔读经，无异于维护封建，经文焉敢苟同？纵被斥为叛逆者，亦在所不惜！”
1919年“五四运动”爆发后，5月16日，西安首个学生会在成德中学成立，屈武被推为会长。5月26日，经屈武联络，西安各校学生代表联席会议召开。会议决定立即罢课，并赴陕西省教育厅和陕西督军公署请愿。5月30日，屈武等人发表《陕西学界通启》，声援北京学生的斗争。6月初，陕西学生联合会正式成立，屈武被推为会长。
6月中旬，中华民国学生联合会筹备处发出通知，要求各地的学生联合会派出代表出席在上海召开的“全国学生第一次代表大会”。陕西学生联合会公推屈武、李武亭为代表，赴上海参加会议。同时，陕西旅京学生联合会捎来口信，希望屈武一行人经北京再赴上海。6月26日，屈武抵达北京，在陕西旅京学生联合会负责人李子洲、刘天章的陪同下，会见了北京大学学生会负责人段锡朋、许德珩、方豪等人。
6月27日下午2时，包括陕西学生联合会代表请愿团在内的全国7个团体、500多名代表来到新华门，当场公推姚荐楠、王俊、赵彦文、屈武等11名代表，求见中华民国大总统徐世昌。徐世昌派教育部次长、警察署长等出面，自己并未露面。代表们则坚决要求见徐世昌，当晚在新华门外通宵静坐。
6月28日上午，徐世昌亲自接见请愿代表。代表们提出了三项要求：“一、不保留山东则和约决不签字；二、决定废除高徐、济顺两路草约；三、立即恢复南北和会。”徐世昌不谈三项要求，而让学生代表“要安心读书，不要操之过急”，并称“国家大事，自有政府权衡”等等。屈武乃奔向大厅中央，向徐世昌高呼：“我们的国家都快要亡了，我们都快要做亡国奴了。像这样，今天丢青岛，明天丢山东，不用多久，整个北方都不是我们的了。如果政府还是麻木不仁，置正义要求于不顾，我们就只有以死力争了！”言毕，屈武长跪痛哭，随即“以头撞壁，血流如注”。此为“血溅总统府”事件。
6月28日晚上，北京政府召开内阁阁员紧急会议，最终决定同意代表们的要求，即日电告巴黎和会中国代表团拒绝在《巴黎和约》上签字。6月29日，大总统徐世昌令国务院正式发布文告，称学生代表“所陈三事，政府已具决心。亟应竭力进行，以慰众望，当与国民共之”。

### 加入中国国民党
1919年7月初，屈武、李武亭到达上海。当时，中华民国第一次全国学生代表大会已闭幕。时任陕西靖国军总司令的于右任正在上海。屈武登门拜访于右任，求其引见孙中山，获于右任同意。几天后，屈武赴莫里哀路29号孙中山寓所拜见了孙中山。不久，经孙中山提议，于右任、邵元冲介绍，21岁的屈武加入中国国民党。
1919年8月底，屈武返回西安；9月初，屈武重组全陕学生联合会。10月6日，为了抗议陕西军政当局挪用教育经费，屈武组织西安各学校的5000多名学生赴陕西省政府请愿，遭陕西督军陈树藩、陕西省省长刘镇华镇压。屈武被逮捕，陈树藩、刘镇华二人密谋“杀掉屈武，平息学潮”。此时，经陕西教育界名流以及陕西革命党人胡景翼协助，屈武逃离，来到靖国军总部所在地三原，获于右任接待。

### 第一次国共合作
1920年春，屈武考入天津南开学校。1922年4月，屈武与于右任的长女于芝秀在北京结婚。8月，屈武考入北京大学。10月，经李子洲、刘天章介绍，屈武加入北京共进社，并迅速成为该社的重要干部。
1923年春，经刘天章、魏野畴介绍，屈武加入中国社会主义青年团，李大钊出席其入团仪式并发表讲话。1924年11月，屈武当选为中国社会主义青年团北京地委候补委员。1925年初，转为中国共产党正式党员。
1924年1月，中国国民党第一次全国代表大会召开，第一次国共合作形成。4月，中国国民党北京执行部成立，李大钊以中国国民党中央执行委员身份任组织部长。经李大钊推荐，屈武、陈毅成为中国国民党北京特别市党部核心成员。
1924年8月，李大钊派屈武赴胡景翼军队中协助工作。早在1921年9月，胡景翼所部接受直系改编，驻扎在京汉铁路彰德至正定沿线。胡景翼欢迎屈武，任命屈武为高级参议，参与重大决策事宜。1924年10月下旬，冯玉祥、胡景翼、孙岳等人发动北京政变，占领北京。屈武参与了北京政变。10月25日，胡景翼被推为“中华民国国民军”第一副总司令兼国民二军军长。12月初，国民二军向河南省进军，击败直系吴佩孚。屈武随军前往，协助胡景冀恢复了京汉铁路总工会。
1924年12月下旬，胡景翼派屈武赴北京，向李大钊报告河南形势，并邀请李大钊视察河南；同时，派屈武赴天津代为探望抱病北上的孙中山。因李大钊事繁，暂难赴河南，屈武遂赶赴天津，探望孙中山。孙中山称，“对河南局势很关心，很想去中州看看，但是病魔缠身，力不从心”。孙中山还对屈武说，“务必请守常先生去河南一趟”。孙中山还称，召开国民会议、选出代表民意的合法政府为当务之急，希望屈武作为其私人代表，赴西北宣传国民会议的主张。屈武遂受命。
1924年12月底，屈武陪李大钊赴河南开封。胡景翼、李大钊就河南施政进行会谈。会谈之余，屈武陪李大钊与国民二军的部分重要将领见面并交谈，视察开封周边地区。因奉孙中山之命急于赴陕西，屈武仅在开封住了3天。抵达陕西西安后，屈武随即赴陕西省政府，以孙中山代表的名义会见刘镇华。刘镇华虽忌恨屈武，但鉴于屈武为孙中山的代表，乃表态支持屈武的工作。此后，屈武即在陕西西安、富平、临潼、渭南、三原、耀城（杨虎城部的驻地）等地宣传孙中山召开国民会议的主张。1925年2月1日，陕西省国民会议促进会在西安成立。
1925年2月中旬，屈武回到河南，帮助胡景翼部同刘镇华、憨玉琨等部作战，获得豫西大捷。此时，孙中山已到北京，屈武乃回北京复命。2月底，屈武陪于右任探望孙中山。此为屈武第三次见到孙中山。3月12日，孙中山在北京病逝。4月10日，胡景翼病逝。
1926年1月，中国国民党第二次全国代表大会在广州召开，屈武当选中国国民党候补中央执行委员。

### 苏联生活十二年
自入北京大学之后，特别是1924年转入北京大学政治系之后，屈武大部分时间都在李大钊的直接领导下开展革命活动，实际上成为挂名学生。在革命与学业无法兼顾的情况下，屈武决定将所有精力投入革命。1926年3月下旬，屈武赴苏联考察，五一国际劳动节前夕抵达莫斯科，并同中共旅莫斯科支部取得联系。
中共旅莫斯科支部书记任卓宣接待了屈武，并建议他入莫斯科中山大学学习。屈武的妻子于芝秀、结拜兄弟蒋经国（二人1925年6月结拜为兄弟）已于1925年10月作为第一批学员入该大学学习。屈武决定直接插入莫斯科中山大学第二期学习，按照有关规定，屈武由中国共产党党员转为联共（布）党员。和屈武同班者，有邓小平、蒋经国、乌兰夫、傅钟、俞秀松等22人。
1927年夏，中山大学第一期学生即将毕业之际，第一次国共合作破裂，中国国民党清党。李大钊也在北京被张作霖处决。8月1日，中国共产党领导的南昌起义爆发。同日，南昌的《民国时报》发表了中国国民党第二届中央委员会中的中国共产党人和左派中国国民党人联署的《中央委员宣言》，谴责蒋介石和汪精卫。消息传至莫斯科，当即在中山大学师生中引起反响。由于屈武的名字也在联署《中央委员宣言》的22名中央委员之中，和宋庆龄、邓演达、谭平山、毛泽东等人并列，故屈武一时成为中山大学的知名人物。
8月下旬，中山大学的大部分留学生均已回国。屈武在送别了妻子于芝秀后，便与左权、刘云等5人被保送入莫斯科伏龙芝军事学院学习。苏联方面特意为屈武等人设了一个班。一年之后，刘伯承从苏联高级步兵学校转入该班学习。屈武在伏龙芝军事学院学习3年。其间，1928年夏，于芝秀以“通共”的罪名被中国国民党清党委员会逮捕，于右任要“全始全终做一个国民党元老”，对女儿的被捕未过问。最后，经中国国民党元老李烈钧保释，于芝秀出狱，同时被迫公开发表声明，和屈武断绝夫妻关系。消息传至莫斯科，屈武得知了这一消息。
1930年4月，屈武与一位名叫尼娜的苏联姑娘结婚。新婚未到一星期，屈武突接命令，要其与刘伯承等6人于翌日清晨启程回中国。屈武决定服从党的召唤回国。但当列车开动时，看到新婚妻子在站台上哭昏，屈武难以抑制感情，遂不顾刘伯承等人劝阻，在离莫斯科最近的小站下车，于当日下午赶回尼娜家中，准备安顿好尼娜之后再回国。
次日上午，屈武即向伏龙芝军事学院党委汇报，表示愿立即回国。院领导让屈武先回家，等院里研究后再答复。此后，屈武又多次催问，得到的答复都是尚未研究。5月下旬的一天，两名武装人员突然闯入尼娜家，宣布屈武被拘留，随即将其关入伏龙芝军事学院的禁闭室。院长艾德曼上将亲自审讯屈武，艾德曼认为屈武突然返回，十分可疑，甚至怀疑屈武是日本间谍。经过半年的审讯及关押，屈武最终被以“违犯军纪”罪，判处赴摩尔曼斯克劳改场流放10年。
摩尔曼斯克距离北冰洋很近，是苏联北方最大的劳改区。1930年11月到1937年1月，屈武在此度过7年。其间，1931年10月，屈武被劳改场党委授予“模范工作者”称号；不久被场党委任命为文化专员。1933年10月，屈武被任命为劳改场文化处处长，负责整座劳改场十多万犯人的文化、宣传、教育工作。1937年1月，苏联当局宣布，屈武获提前释放，恢复联共（布）党籍，正式参加苏联内务部工作。
1937年，抗日战争爆发，屈武多次向苏联北方区劳改场党委、内务部、苏共中央提交报告，要求回中国参战。1938年4月、5月间，苏联当局批准了屈武的请求。屈武乃赴中共驻共产国际代表团，接洽回国事宜，接待人员告诉屈武，他可以直接赴中华民国驻苏联大使馆办理归国手续，同时还告诉屈武，于芝秀一直在等他，希望重归于好。不久，于右任写来一封信，盼屈武早日归国和家人团聚。一个月之后，在中华民国驻苏联大使馆的安排下，屈武经欧洲由海路回到中国。

### 抗日战争
1938年10月，屈武抵达重庆，住在于右任家。1939年1月，中共中央南方局在重庆成立，周恩来任书记。屈武从《新华日报》上看到该消息，决定去找周恩来。在王炳南的安排下，1月中旬，屈武在曾家岩周公馆见到周恩来，并向其提出了恢复中国共产党党籍的要求。屈武表示，自己和刘伯承、左权同样曾在苏联学习军事，要求赴前线率军抗击日军。周恩来则劝说屈武留在中国共产党党外，从事统一战线工作。
不久，屈武被任命为国民政府军事委员会军事顾问事务处处长、少将参议，专门负责苏联顾问事务。此后，屈武又当选为国民政府立法院立法委员，并任中苏文化协会秘书长。受周恩来嘱托，屈武向于右任介绍了时局，使于右任在1939年后的国共两党的多次冲突中，为维护抗日民族统一战线作了不少工作。
屈武回国之后不久，便收到了蒋经国的信，信中称“不久之日，即可握手言欢”。当时蒋经国任赣南行署专员。1939年3月，中国国民党在重庆设中央训练团，对高级干部进行轮训。屈武为第一批受训的干部，结业后留在团部担任训育干事。蒋经国为第三期学员来到重庆受训时，在重庆见到了屈武。这是二人自苏联分别9年后的首次见面。1939年夏，屈武应蒋经国的邀请，赴赣南考察，在赣州郊游时，以“建千秋功业、为青史留名”相期。1941年，蒋经国调回重庆任职，时常与屈武聚会。
皖南事变后，根据周恩来的指示，屈武、王昆仑、许宝驹、王炳南等人于1941年夏发起成立了中国民主革命同盟（又称 “小民革”）。该组织是由中共中央南方局直接领导的外围组织。
1941年6月，苏德战争爆发。屈武多次发表演讲，并撰文分析苏德战争的形势，驳斥反共、反苏论调，被时人誉为“论断苏德战争之权威”。1944年2月，屈武将一部分演讲稿和文章汇为《论苏德战争》一书，在重庆出版。这是屈武一生唯一一部军事著作。
1944年3月，蒋介石突然召见屈武，命其出任陕西省建设厅厅长。屈武不肯受命，蒋介石当即拍桌子说：“这是命令！”屈武不想离开重庆，便找蒋经国想办法。蒋经国则劝他暂时赴陕西西安为好，说有人告发称屈武勾结中国共产党，并与苏联武官非法联系，且参与秘密组织（即中国民主革命同盟）。屈武只好离开重庆赴陕西西安，就任陕西省政府委员兼陕西省建设厅厅长。
1945年8月，抗日战争胜利。毛泽东应蒋介石之邀，赴重庆谈判。8月31日下午，毛泽东在红岩村八路军办事处与中国民主革命同盟领导人座谈，屈武参加了此次座谈，并与毛泽东进行彻底长谈。

### 新疆工作
1944年9月，新疆北部乌拉斯台地区爆发了民族起义，占领了伊犁、塔城、阿尔泰三个地区，史称“三区革命”（又称“伊宁事件”）。1945年8月，新疆民族军进军新疆省省会迪化，新疆省全省陷于动荡。蒋介石希望和平解决新疆问题，乃派出以张治中为首的“和谈代表团”，与三区代表在迪化谈判。经张治中举荐，蒋介石同意屈武作为代表团成员参加迪化和谈。
迪化和谈分为两个阶段。第一阶段（1945年10月17日到1946年1月2日），双方签订《中央政府代表与新疆暴动区域人民代表之间以和平方式解决武装冲突之条款》及《附文（一）》；第二阶段（1946年4月5日到6月6日），双方签订《附文（二）》。历时一年零八个月，伊宁事件最终和平解决。作为张治中的助手，屈武在和谈期间，尤在寻求苏联调停方面，做了许多工作。随后成立的新疆省联合政府中，屈武被任命为新疆省政府委员兼迪化市市长。1946年6月至1949年12月，屈武一直担任迪化市市长，是中华民国最后一任迪化市市长。
此次赴新疆，屈武还奉周恩来之命，敦请张治中设法营救遭到盛世才关押在监狱中的中国共产党党员。1945年11月中旬，屈武赴迪化第四监狱，探望杨之华（瞿秋白的遗孀）、瞿独伊母女。其后，他向张治中进行了汇报，并提议改善监狱中的犯人待遇，获张治中同意。1946年1月，张治中回重庆，代表国民政府参加“军事三人小组”，监督国共双方《停战协定》的执行。屈武同机回到重庆，向周恩来介绍了新疆狱中的中共人员情况。周恩来要求抓紧有利时机，尽快使这批人员获释。4月初，屈武随张治中回新疆，参加第二阶段的迪化和谈。此时，张治中已被任命为国民政府西北行辕主任（直辖甘肃省、宁夏省、青海省、新疆省）兼新疆省主席。4月中旬，屈武再度到狱中探望中共人员。随后，他和张治中共拟了一封措辞强硬的电报，请蒋介石遵守“释放政治犯”的承诺，释放这些在押中共人员。蒋介石于5月10日复电表示同意。5月底，张治中、屈武宴请中共人员代表，庆祝他们重获自由。同时，张治中还组建了以新疆警备总司令部少将处长刘亚哲为领导的护送班子，护送这批人员返回延安，并要求沿途各地方当局妥善接待。6月6日，《新疆日报》发布了释放在押中共人员的消息。6月10日，131名中共人员自迪化启程赴延安。屈武前往送行，并致欢送词。1946年7月11日，这批中共人员抵达延安。
1946年6月，第二次国共内战全面爆发。1948年底，国军接连失利，败局已定。1949年元旦，中华民国总统蒋介石通电下野。1月21日，中华民国代总统李宗仁在南京发表声明，愿在中共提出的八项和平条件的基础上进行和谈。3月24日，以张治中为首席代表的国民政府和谈代表团正式组成，屈武出任顾问。4月1日，屈武随代表团飞抵北平，开始北平和谈。4月15日，国共双方代表就《国内和平协定》达成协议。4月16日上午，屈武、黄绍竑携《国内和平协定》最后修正案返回南京复命。
4月16日凌晨，在屈武动身回南京之前，周恩来找到屈武谈话称：“国内实现和平的希望很小。如果决裂了，你要赶快回到新疆去，策动那方面的部队起义，尽量使人民少受或不受损失。看来全面的和平是办不到了，但我们期望出现一些局部地区的和平。”张治中也嘱咐屈武，李宗仁等人很可能不接受《国内和平协定》，回南京复命后，希望其速回新疆，与陶峙岳、包尔汉合作，为实现新疆的和平转变做贡献。4月21日凌晨，李宗仁复电和谈代表团，拒绝《国内和平协定》。同时，中国人民解放军发动渡江战役，突破国军长江防线。
5月初，屈武回到迪化，筹备新疆和平起义。屈武首先同新疆省政府秘书长刘孟纯取得共识，随后屈武找陶峙岳（时任西北军政长官公署副长官兼新疆警备司令），介绍了北平和谈情况及张治中有关新疆和平起义的意见。陶峙岳未明确表态。屈武决定首先抓好舆论宣传。
5月11日，刘孟纯授意召开了“汉族文化促进会”理事长会议，请屈武做北平和谈情况报告，屈武说“新疆只有走和平解放的道路，才是唯一正确的道路”，动员与会者多做舆论宣传。不久，屈武在新疆学院做报告称，“虽然国共和谈陷入僵局，但历史的潮流，国内人民厌战，要求休养生息，向往和平的呼声是任何人也挡不住的！”屈武的讲话很快在迪化的战斗社主办的《战斗周刊》上全文发表，广为流传。支持中华民国政府的势力向屈武发出了恐吓信，信内附寄两枚子弹。国军将领马呈祥还称：“屈武不除，迪化不宁”，多次派特务企图暗杀屈武，但未得手。
6月下旬，屈武找到新疆省政府主席包尔汉商谈，就诸多问题形成共识。7月22日，陶峙岳回到迪化，开始策划起义。7月底，张治中自北平向陶峙岳发来电报，特发新疆省政府收转，电报指出当前应与包尔汉、屈武共商对策，推动和平起义。
8月25日，中国人民解放军第一野战军攻占兰州；9月5日，攻占西宁。此时，陶峙岳、包尔汉、屈武、刘孟纯等人策划的和平起义已到最后阶段。9月9日，屈武在迪化市各界庆祝 “第八届体育节暨儿童体育杯”篮球赛开幕典礼上，发表讲话称：“新疆必须是和平的新疆，不是流血与战争的新疆，于此希望大家……以不怀疑的信念，不动摇的决心，拥护陶副长官、包主席正确的领导，使新疆走向光明的道路。”
9月中旬，蒋经国向屈武发来急电称：“据云迪化正进行局部和平运动。遥望西北，唯有痛哭而已！”并希望屈武“以党国事业为重，盼大力挽回变乱之局，设法保存新疆。”屈武回电称：“中山先生尝言，顺乎世界之潮流，适乎人群之需要。今新疆和平解放乃大势所趋，人心所向，焉能阻挡。人各有志，恕难从命。”
9月24日，国军将领马呈祥、叶成、罗恕人等被礼送出境。9月25日至26日，新疆驻军及新疆省政府先后发表通电，宣布和平起义。新疆全境和平解放。原迪化市市政人员留任，屈武继续担任迪化市市长。
1949年12月，新疆省人民政府成立，屈武任新疆省人民政府委员兼迪化市人民政府市长，成为第一任迪化市人民政府市长，从1949年12月一直任市长至1950年9月。1950年1月，屈武任西北军政委员会委员。

### 调往北京与文革入狱

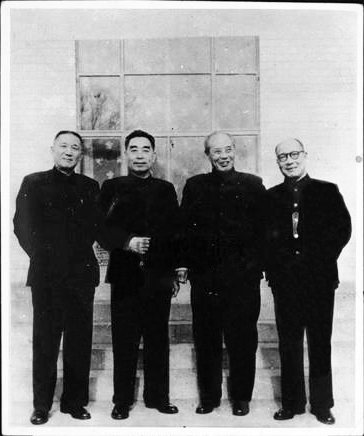
1962年春节前夕，周恩来邀请傅作义、张治中、屈武商谈对台湾工作问题。这是会后合影。自左至右：张治中、周恩来、傅作义、屈武

1950年3月，屈武被调入北京。此后历任中央人民政府政务院副秘书长、第一届全国人大常委会副秘书长兼全国人大常委会图书馆馆长、中华人民共和国对外文化联络委员会副主任、中匈友好协会会长、中非友好协会副会长。1958年春到1965年秋，屈武在中华人民共和国对外文化联络委员会工作期间，曾经5次率代表团出国，先后访问了瑞士、英国、捷克斯洛伐克、波兰、蒙古、阿富汗、苏丹、埃塞俄比亚、几内亚、摩洛哥、匈牙利等十余个国家。
1950年，屈武重新加入中国共产党。1952年，经梅龚彬、许闻天介绍，屈武加入中国国民党革命委员会（简称“民革”）。
1961年4月，受周恩来委托，屈武赴西安为于右任的夫人高仲琳祝寿。于右任于1949年11月到台湾，夫人高仲琳、女儿于芝秀则留在西安。于右任在致香港朋友吴季玉的信中称，“今年（即1961年）是老伴八十寿辰，不会有人理睬她的，她的生日一定很冷清，想到这点十分伤心。”此消息辗转传至周恩来处，周恩来当即指示屈武以女婿的名义赴西安，为高仲琳祝寿。
1966年6月，文化大革命爆发。屈武随即成为批斗对象，主要罪名有三：一是“里通外国”，在苏联十二年，一贯亲苏，自然是“苏修特务”；二是“反革命两面派”，虽身在革命阵营，实际对中国国民党感情深厚，为于右任夫人祝寿是为呼应蒋介石“反攻大陆”；三是“包庇叛徒”，在新疆帮张治中营救的131名中共人员均为“叛徒”，将他们送回延安是蒋介石之“阴谋”。
屈武对上述罪名坚决否认，由此被认定为“顽固不化的反动分子”，受到不少折磨。1968年8月30日，屈武被以“反革命罪”投入秦城监狱。在关押期间，屈武的妻子于芝秀、岳母高仲琳遭受冲击，先后逝世。
1972年，周恩来派人询问屈武在监狱中的情况，并让来人转告屈武保重身体。屈武写了一封信给周恩来，请求周恩来解救他和其他被关押者。周恩来见信后，当即召见专案组负责人，问以何罪名关押屈武，有何证据。专案组负责人称，是以“反革命罪”关押，至今尚未发现任何证据。周恩来说：“既然关押调查了四年之久，而没有发现任何反革命罪证，应该释放了吧！”专案组人员转而请示江青，江青下令“继续关押”。
1974年9月29日，中华人民共和国国庆25周年前夕，周恩来在最后审订参加国宴人员的名单时，特地将屈武之名列入补充名单，送毛泽东审批。毛泽东批了一个“可”字，屈武乃直接从监狱赴国宴，结束了6年零1个月的监狱生活。
出狱之后，屈武参加了民革中央学习小组的学习及活动。当时恰逢批林批孔运动，周恩来受到压力，屈武对该运动十分反感。在一次学习会上，屈武发表长篇发言，指出“批林批孔”不得人心，并质疑“阶级斗争”理论称，“有人说党内有个资产阶级，我不同意这种说法，把党内一大批老干部说成是资产阶级，这在理论上讲不通！”有许多人替他担心，劝他“说话要小心”，他表示“没什么了不起，大不了再蹲监狱。”

### 重建民革中央
文化大革命期间，民革组织遭严重破坏，不少领导人遭迫害致死。文化大革命结束后，民革中央领导班子急需重建。1977年12月，民革中央临时领导小组成立，屈武为领导成员之一。1979年10月，民革第五次全国代表大会召开，屈武当选为民革中央副主席。
1981年，屈武任民革中央常务副主席。1981年到1985年，民革中央的工作由主席王昆仑委托屈武主持。其间，民革在落实政策、平反冤假错案、改正错划右派等方面都取得了比较明显的成绩。民革党员人数倍增，特别是将一大批新人引入民革各级组织的领导机关中，增强了民革各级组织的领导力量。除了西藏外，中国大陸29个省、自治区、直辖市均建立了民革组织。
1983年6月，屈武当选为全国政协副主席。1985年8月23日，民革中央主席王昆仑逝世；1985年9月，民革中央常委会推选屈武为代主席。1987年2月，在民革六届二中全会上，屈武当选为民革中央主席。当时，屈武已90岁。他决定激流勇退，在1987年12月召开的民革六届五中全会上，正式辞去民革中央主席一职。1988年1月1日，屈武被推为民革中央名誉主席。
屈武是第一、二、五届全国人大代表，第三、四、五届全国政协常委，第六、七届全国政协副主席。民革第三、四届中央常委，第五届中央副主席，第六届中央副主席、代主席、主席，第七届民革中央名誉主席。1984年，屈武出任中苏友好协会会长。他还曾任孙中山研究会名誉顾问。

### 推动祖国统一
早在1955年，国共两党曾通过香港的曹聚仁秘密接触。1958年，毛泽东、周恩来接见曹聚仁，当时屈武在座，为亲历者及参与者。
1980年3月12日，在孙中山逝世55周年纪念日当天，屈武向蒋经国写了一封长信，希望蒋经国“顺应潮流，体察民意，果断抉择”。1983年4月，原国民政府和谈代表团成员、民革中央副主席刘斐逝世。屈武在给蒋经国的告知信中敦促蒋经国及早决策，实现祖国统一。给蒋经国的信和电报并未获得蒋经国回复，但屈武相信蒋经国会看到。1987年5月，屈武在无锡、苏州参加有关纪念活动之后，专程赴浙江奉化溪口，为蒋经国的母亲毛福梅扫墓，弥补了蒋经国几十年来“身不能亲临溪口为母亲扫墓”的遗憾。1988年1月13日，蒋经国在台北逝世。次日，屈武即向蒋经国的遗孀蒋方良致唁电，表达对蒋经国的哀悼。
晚年，屈武曾多次称，“过去中共和国民党和谈，我是国民党和谈代表团的顾问；现在，要实现第三次国共合作，请不要把我这个老头子忘了，我愿做中共代表团的顾问！”
1992年6月13日，屈武在北京逝世，享年94岁。